# 侯方
侯方（1444年—？），字公矩，直隸松江府華亭縣人，民籍，明朝政治人物。

## 生平
成化元年（1465年）乙酉科應天鄉試第八十四名舉人，五年（1469年）中式乙丑科會試第七十一名，二甲第四十八名進士。

## 家族
曾祖侯克紹；祖父侯廷信；父侯藎，府同知。母沈氏（封安人）。弟侯直。